# Jugo de tomate (canción)
«Jugo de tomate» (muy a menudo conocida como «Jugo de tomate frío») es una canción del grupo de rock argentino Manal. Es la primera canción de su álbum homónimo editado en 1970.

## Composición
El clásico "Jugo de tomate" fue escrito por Javier Martínez durante una Navidad en La Perla del Once. El estribillo es una metáfora sobre lo que se necesita para alcanzar el éxito en la sociedad de consumo. El tema, introducido y cerrado por un riff de guitarra construido sobre la escala de blues, repite cuatro veces una forma "A-B" única de 16 compases (8 de verso sobre el acorde de A7 y 8 de estribillo en sus relativos menores B-7 y F#-7). El arreglo tiene reminiscencias del rock-blues sureño de Estados Unidos, evocando un poco el estilo de Creedence Clearwater Revival y a Eric Clapton.
Según Martínez la letra de "Jugo de tomate" se fue desarrollando durante una semana en donde habían estando hablando sobre Discépolo y los valores proféticos de sus letras, siendo según él: "como una respuesta cínica o sarcástica a lo que proponía ese mundo frívolo, más o menos como "No pibe" (...) No me acuerdo bien como fue el desarrollo, pero fue una reacción cínica o sarcástica ante esa propuesta. En esa época se hablaba mucho de estatus, si no tenes tal estatus social no te van a dar bola [atención], no vas a conseguir un buen trabajo, las minas [mujeres] que están bien no te van a mirar".

## Grabación
Al igual que las otras canciones del álbum Manal, "Jugo de tomate" se grabó en 1970 en los Estudios TNT, ubicados en la calle Moreno al 900, próximos a la Avenida 9 de julio. Los técnicos de grabación fueron Salvador y Tim Croatto, este último exmiembro de Los TNT. y propietario del estudio. La grabación de la canción contó con: Javier Martínez en batería y voz, Claudio Gabis en guitarra eléctrica y armónica, y Alejandro Medina en bajo eléctrico.

## Publicaciones
"Jugo de tomate" fue editada en sencillo en 1970 con "Avenida Rivadavia" en el lado B por el sello independiente Mandioca. Luego fue publicada en el aclamado álbum Manal de 1970. El tema fue incluido en el álbum doble de compilación Manal editado por el sello Talent en 1973, y fue editada como lado B del sencillo "No pibe" de 1976. Posteriormente fue registrada en reiteradas ocasiones en vivo, editándose en Manal en Obras de 1982, en Manal en vivo de 1994 y En vivo en el Roxy de 1995 (pero esta última sin Claudio Gabis) y en Vivo en Red House de 2016.

## Créditos
Manal
- Javier Martínez: voz y batería
- Claudio Gabis: guitarra eléctrica
- Alejandro Medina: bajo eléctrico

Otros
- Jorge Álvarez y Pedro Pujó: productores
- Salvador y Tim Croatto: técnicos en grabación

## Versiones
- La artista brasilera Oriana Maria hizo una versión del tema para su EP titulado Arembip
- La banda new wave Suéter hizo una versión libre en su tercer álbum de estudio 20 caras bonitas  de 1985 agregándole el primer verso opuesto de "No pibe" (también de Manal), con Charly García en los coros.
- Javier Martínez grabó una versión nueva en 1987, que grabó con su banda Manal Javi, en los estudios Ion, pero finalmente el disco nunca salió a la venta, y fue reeditado en una colección sobre los treinta años del rock argentino (alrededor de 1997); por la Revista Noticias, con otras cuatro canciones más. Esta versión duraría alrededor de 4:27, de los 2:50 que duraba la versión original, grabada en 1970.
- Alejandro Lerner hizo su propia versión de este tema en el año 1990, incluido en su álbum Entrelíneas.
- Charly García junto a Claudio Gabis, grabaron una versión para el álbum de Gabis Convocatoria de 1996.
- Ricardo Iorio realizó una versión de esta canción que apareció en su segundo álbum solista Ayer deseo, hoy realidad.
- El Indio Solari interpretó este tema compactado con Un Tal Brigitte Bardot en vivo junto a su banda Los Fundamentalistas Del Aire Acondicionado en un concierto brindado en noviembre de 2010.[8]
- La banda santafesina Combustión Interna realizó una producción audiovisual interpretando una nueva versión de esta canción.

## Reconocimientos
En 2002 fue considerada como la 20° mejor canción del rock argentino de la lista de Los 100 Hits por la revista Rolling Stone. En 2007 fue considerada por la página Rock.com.ar como la 54° mejor canción del rock argentino de la lista de Las 100 de los 40.

## Banda sonora
"Jugo de tomate" aparece en el sexto capítulo de la serie de Netflix El Eternauta de 2025, cuando el protagonista Juan Salvo, interpretado por Ricardo Darín, la canta mientras esta viajando en un tren. El sexto y último capítulo de la serie se llama "Jugo de tomate frío" en alusión a la canción también, los créditos finales de este episodio terminan con otra canción de Manal, "Porque hoy nací".